# Mahindra Verito Vibe
Mahindra Verito Vibe — субкомпактний автомобіль, виготовлений Mahindra & Mahindra для індійського ринку.   
Він був розроблений як варіація Dacia Logan і представлений як субкомпактний нотчбек для індійського ринку, щоб запропонувати автомобіль, схожий на хетчбек, у меншому розмірі. 
Mahindra Verito Vibe — це версія моделі Mahindra Verito, яка була седаном.

## Історія
Mahindra Verito Vibe був запущений у 2013 році, щоб отримати податкові пільги, які пропонуються автомобілям довжиною менше 4 метрів. Автомобіль є переобладнаним седаном Mahindra Verito (на основі першого покоління Dacia Logan) у 4-метровий нотчбек. 

## Зовнішні посилання
- Official Mahindra Verito Vibe website